# Avril Supermarché Santé

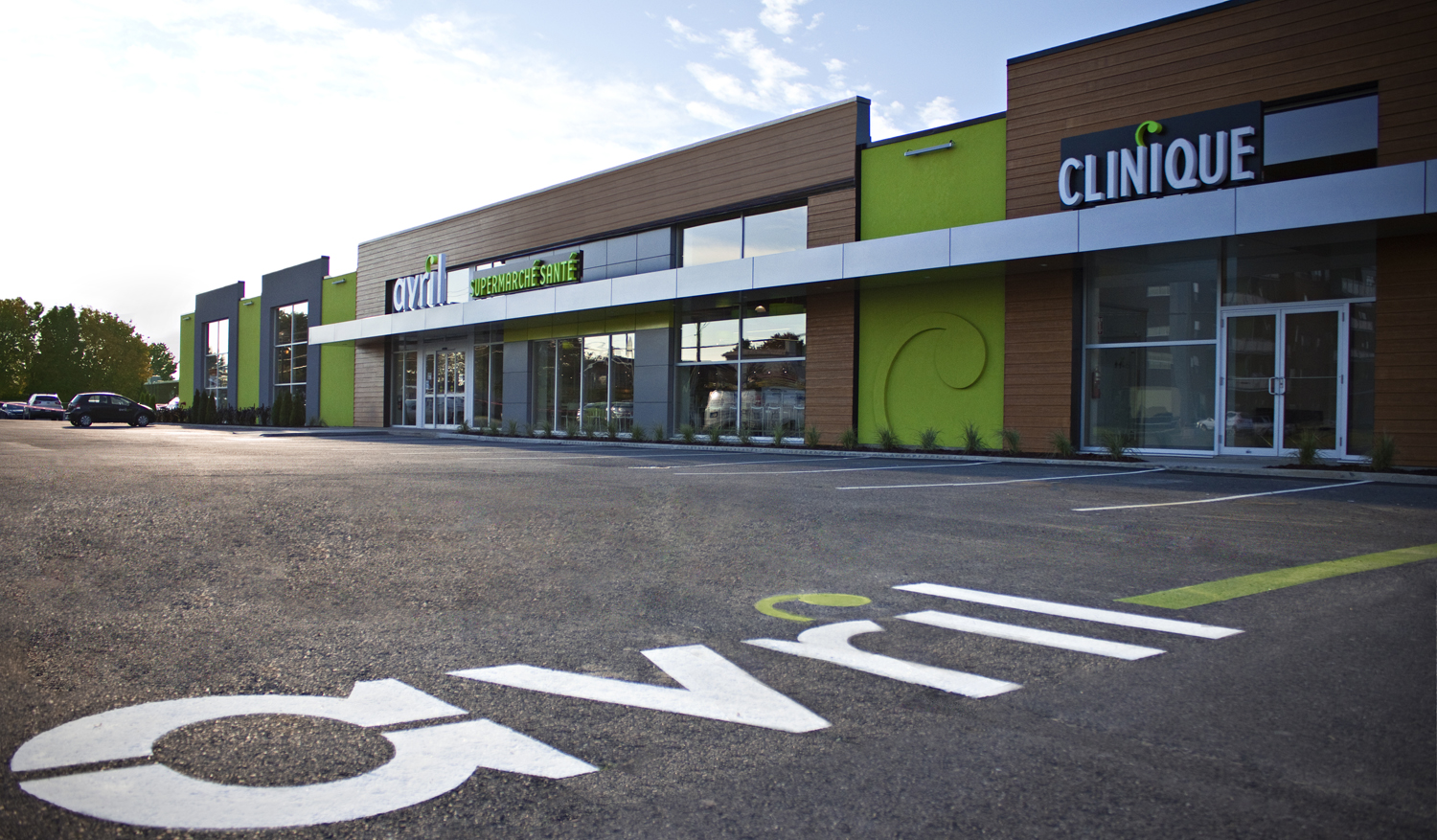
Magasin Avril de Granby

Avril est une chaîne québécoise indépendante de supermarchés. L'entreprise compte désormais 10 magasins au Québec. En 2021, elle annonce mettre en œuvre une stratégie de croissance visant la mise en place de 10 autres succursales dans les cinq années suivantes, portant ainsi le total à 20 supermarchés à travers le Québec. Ce supermarché offre des produits biologiques et 75% de ceux-ci proviennent du Québec. Avril a également développé sa marque maison qui comporte plus de 400 produits. 

## Histoire
En 2007, le premier magasin en dehors de celui de Granby sera[pas clair] celui de Longueuil. Longueuil est le plus vieux magasin de toute la compagnie[réf. souhaitée].
En 2010, Avril ouvre une succursale à Brossard au Quartier DIX30.
En 2015, Avril ouvre 2 succursales dont une à Lévis ainsi qu'à Magog,.
En 2016, Avril ouvre sa première succursale dans la ville de Québec.
En 2018, Avril ouvre une succursale additionnelle à Laval[réf. souhaitée].
En 2021, Avril ouvre une succursale aux Promenades Saint-Bruno ainsi qu'à Montréal dans le complexe Humaniti,.
En 2022, un nouveau magasin sera[pas clair] ouvert à Québec dans le centre commercial de Sainte Foy[réf. souhaitée].
En 2023, Repentigny a ouvert[pas clair] ce qui fait deux magasins dans la rive nord[réf. souhaitée].

### Controverse
En janvier 2025, certains produits de cette chaîne de supermarchés ont été repérés avec de possibles morceaux de métal à l'intérieur.